# Seria GP3 – Silverstone 2016
Runda GP3 na torze Silverstone Circuit – trzecia runda mistrzostw serii GP3 w sezonie 2016.

## Lista startowa
| Nr | Kierowca                  | Zespół              | Samochód       | Silnik      | Opony |
| -- | ------------------------- | ------------------- | -------------- | ----------- | ----- |
| 1  | Charles Leclerc           | ART Grand Prix      | Dallara GP3/16 | AER V6 3.4l | P     |
| 2  | Nirei Fukuzumi            | ART Grand Prix      | Dallara GP3/16 | AER V6 3.4l | P     |
| 3  | Alexander Albon           | ART Grand Prix      | Dallara GP3/16 | AER V6 3.4l | P     |
| 4  | Nyck de Vries             | ART Grand Prix      | Dallara GP3/16 | AER V6 3.4l | P     |
| 5  | Antonio Fuoco             | Trident             | Dallara GP3/16 | AER V6 3.4l | P     |
| 6  | Artur Janosz              | Trident             | Dallara GP3/16 | AER V6 3.4l | P     |
| 7  | Giuliano Alesi            | Trident             | Dallara GP3/16 | AER V6 3.4l | P     |
| 8  | Sandy Stuvik              | Trident             | Dallara GP3/16 | AER V6 3.4l | P     |
| 9  | Jake Dennis               | Arden International | Dallara GP3/16 | AER V6 3.4l | P     |
| 10 | Tatiana Calderón          | Arden International | Dallara GP3/16 | AER V6 3.4l | P     |
| 11 | Jack Aitken               | Arden International | Dallara GP3/16 | AER V6 3.4l | P     |
| 14 | Matt Parry                | Koiranen GP         | Dallara GP3/16 | AER V6 3.4l | P     |
| 16 | Matewos Isaakian          | Koiranen GP         | Dallara GP3/16 | AER V6 3.4l | P     |
| 17 | Ralph Boschung            | Koiranen GP         | Dallara GP3/16 | AER V6 3.4l | P     |
| 18 | Akash Nandy               | Jenzer Motorsport   | Dallara GP3/16 | AER V6 3.4l | P     |
| 20 | Arjun Maini               | Jenzer Motorsport   | Dallara GP3/16 | AER V6 3.4l | P     |
| 22 | Álex Palou                | Campos Racing       | Dallara GP3/16 | AER V6 3.4l | P     |
| 23 | Steijn Schothorst         | Campos Racing       | Dallara GP3/16 | AER V6 3.4l | P     |
| 24 | Konstantin Tierieszczenko | Campos Racing       | Dallara GP3/16 | AER V6 3.4l | P     |
| 26 | Santino Ferrucci          | DAMS                | Dallara GP3/16 | AER V6 3.4l | P     |
| 27 | Jake Hughes               | DAMS                | Dallara GP3/16 | AER V6 3.4l | P     |
| 28 | Kevin Jörg                | DAMS                | Dallara GP3/16 | AER V6 3.4l | P     |
| Nr | Kierowca                  | Zespół              | Samochód       | Silnik      | Opony |

## Wyniki

### Sesja treningowa
| Nr | Kierowca     | Konstruktor | Czas     | Okr. |
| -- | ------------ | ----------- | -------- | ---- |
| 8  | Sandy Stuvik | Trident     | 1:48,382 | 14   |

### Kwalifikacje
Źródło: gp3series.com
| Poz. | Nr | Kierowca                  | Konstruktor         | Czas     | Poz. s. |
| ---- | -- | ------------------------- | ------------------- | -------- | ------- |
| 1    | 3  | Alexander Albon           | ART Grand Prix      | 1:47,348 | 1       |
| 2    | 1  | Charles Leclerc           | ART Grand Prix      | 1:48,098 | 7       |
| 3    | 8  | Sandy Stuvik              | Trident             | 1:48,290 | 2       |
| 4    | 20 | Arjun Maini               | Jenzer Motorsport   | 1:48,393 | 3       |
| 5    | 16 | Matewos Isaakian          | Koiranen GP         | 1:48,539 | 4       |
| 6    | 27 | Jake Hughes               | DAMS                | 1:48,567 | 5       |
| 7    | 5  | Antonio Fuoco             | Trident             | 1:48,568 | 6       |
| 8    | 2  | Nirei Fukuzumi            | ART Grand Prix      | 1:48,664 | 8       |
| 9    | 18 | Akash Nandy               | Jenzer Motorsport   | 1:48,658 | 13      |
| 10   | 17 | Ralph Boschung            | Koiranen GP         | 1:48,674 | 9       |
| 11   | 7  | Giuliano Alesi            | Trident             | 1:48,749 | 10      |
| 12   | 14 | Matt Parry                | Koiranen GP         | 1:48,758 | 11      |
| 13   | 9  | Jake Dennis               | Arden International | 1:48,831 | 12      |
| 14   | 11 | Jack Aitken               | Arden International | 1:48,855 | 14      |
| 15   | 22 | Álex Palou                | Campos Racing       | 1:49,053 | 15      |
| 16   | 24 | Konstantin Tierieszczenko | Campos Racing       | 1:49,138 | 16      |
| 17   | 26 | Santino Ferrucci          | DAMS                | 1:49,269 | 22      |
| 18   | 23 | Steijn Schothorst         | Campos Racing       | 1:49,358 | 17      |
| 19   | 10 | Tatiana Calderón          | Arden International | 1:49,733 | 18      |
| 20   | 4  | Nyck de Vries             | ART Grand Prix      | 1:49,934 | 19      |
| 21   | 6  | Artur Janosz              | Trident             | 1:50,005 | 20      |
| 22   | 28 | Kevin Jörg                | DAMS                | –        | 21      |
| Poz. | Nr | Kierowca                  | Konstruktor         | Czas     | Poz. s. |

### Wyścig 1

#### Wyścig
Źródło: Wyprzedź Mnie!
| P                 | + / –     | Nr | Kierowca                  | Konstruktor         | Okr. | Czas / Strata | Komentarz |
| ----------------- | --------- | -- | ------------------------- | ------------------- | ---- | ------------- | --------- |
| 1                 | Bez zmian | 3  | Alexander Albon           | ART Grand Prix      | 20   | 37:53,666     |           |
| 2                 | 5         | 1  | Charles Leclerc           | ART Grand Prix      | 20   | +0:01,647     |           |
| 3                 | 3         | 5  | Antonio Fuoco             | Trident             | 20   | +0:12,239     |           |
| 4                 | 7         | 14 | Matt Parry                | Koiranen GP         | 20   | +0:19,583     |           |
| 5                 | 14        | 4  | Nyck de Vries             | ART Grand Prix      | 20   | +0:25,000     |           |
| 6                 | 3         | 17 | Ralph Boschung            | Koiranen GP         | 20   | +0:29,094     |           |
| 7                 | 5         | 8  | Sandy Stuvik              | Trident             | 20   | +0:33,337     |           |
| 8                 | 5         | 20 | Arjun Maini               | Jenzer Motorsport   | 20   | +0:34,157     |           |
| 9                 | 11        | 6  | Artur Janosz              | Trident             | 20   | +0:30,434     | [ 5 ]     |
| 10                | 5         | 22 | Álex Palou                | Campos Racing       | 20   | +0:36,256     |           |
| 11                | 3         | 2  | Nirei Fukuzumi            | ART Grand Prix      | 20   | +0:36,476     |           |
| 12                | Bez zmian | 9  | Jake Dennis               | Arden International | 20   | +0:31,696     | [ 5 ]     |
| 13                | 1         | 11 | Jack Aitken               | Arden International | 20   | +0:36,852     |           |
| 14                | 3         | 23 | Steijn Schothorst         | Campos Racing       | 20   | +0:37,040     |           |
| 15                | 6         | 28 | Kevin Jörg                | DAMS                | 20   | +0:38,077     |           |
| 16                | 6         | 7  | Giuliano Alesi            | Trident             | 20   | +0:38,851     |           |
| 17                | 1         | 10 | Tatiana Calderón          | Arden International | 20   | +0:39,607     |           |
| 18                | 4         | 26 | Santino Ferrucci          | DAMS                | 20   | +0:42,932     |           |
| 19                | 6         | 18 | Akash Nandy               | Jenzer Motorsport   | 20   | +0:43,180     |           |
| 20                | 4         | 24 | Konstantin Tierieszczenko | Campos Racing       | 20   | +0:50,729     |           |
| 21                | 17        | 16 | Matewos Isaakian          | Koiranen GP         | 20   | +0:51,679     |           |
| Niesklasyfikowani |           |    |                           |                     |      |               |           |
|                   |           | 27 | Jake Hughes               | DAMS                | 13   | +7 okr.       |           |
| P                 | + / –     | Nr | Kierowca                  | Konstruktor         | Okr. | Czas / Strata | Komentarz |

#### Najszybsze okrążenie
| Nr | Kierowca        | Konstruktor    | Czas     | Okr. |
| -- | --------------- | -------------- | -------- | ---- |
| 3  | Alexander Albon | ART Grand Prix | 1:52,174 | 3    |

### Wyścig 2

#### Wyścig
Źródło: Wyprzedź Mnie!
| P                 | + / – | Nr | Kierowca                  | Konstruktor         | Okr. | Czas / Strata | Komentarz |
| ----------------- | ----- | -- | ------------------------- | ------------------- | ---- | ------------- | --------- |
| 1                 | 5     | 5  | Antonio Fuoco             | Trident             | 11   | 27:55,438     |           |
| 2                 | 8     | 22 | Álex Palou                | Campos Racing       | 11   | +0:00,459     |           |
| 3                 | 4     | 1  | Charles Leclerc           | ART Grand Prix      | 11   | +0:00,583     |           |
| 4                 | 14    | 26 | Santino Ferrucci          | DAMS                | 11   | +0:03,695     |           |
| 5                 | 9     | 23 | Steijn Schothorst         | Campos Racing       | 11   | +0:05,060     |           |
| 6                 | 7     | 11 | Jack Aitken               | Arden International | 11   | +0:05,626     |           |
| 7                 | 4     | 2  | Nirei Fukuzumi            | ART Grand Prix      | 11   | +0:06,344     |           |
| 8                 | 4     | 4  | Nyck de Vries             | ART Grand Prix      | 11   | +0:06,370     |           |
| 9                 | 3     | 9  | Jake Dennis               | Arden International | 11   | +0:07,733     |           |
| 10                | 8     | 8  | Sandy Stuvik              | Trident             | 11   | +0:09,914     |           |
| 11                | 4     | 28 | Kevin Jörg                | DAMS                | 11   | +0:10,890     |           |
| 12                | 9     | 17 | Ralph Boschung            | Koiranen GP         | 11   | +0:12,091     |           |
| 13                | 7     | 24 | Konstantin Tierieszczenko | Campos Racing       | 11   | +0:24,918     |           |
| 14                | 6     | 3  | Alexander Albon           | ART Grand Prix      | 11   | +0:35,466     |           |
| 15                | 6     | 6  | Artur Janosz              | Trident             | 11   | +0:46,637     |           |
| 16                | 11    | 14 | Matt Parry                | Koiranen GP         | 11   | +0:50,407     |           |
| 17                | 5     | 27 | Jake Hughes               | DAMS                | 11   | +0:51,960     |           |
| 18                | 3     | 16 | Matewos Isaakian          | Koiranen GP         | 11   | +0:55,404     |           |
| 19                | 18    | 20 | Arjun Maini               | Jenzer Motorsport   | 11   | +1:16,796     |           |
| 20                | 3     | 10 | Tatiana Calderón          | Arden International | 10   | +1 okr.       |           |
| Niesklasyfikowani |       |    |                           |                     |      |               |           |
|                   |       | 18 | Akash Nandy               | Jenzer Motorsport   | 7    | +4 okr.       |           |
|                   |       | 7  | Giuliano Alesi            | Trident             | 0    | +11 okr.      | [ 7 ]     |
| P                 | + / – | Nr | Kierowca                  | Konstruktor         | Okr. | Czas / Strata | Komentarz |

#### Najszybsze okrążenie
| Nr | Kierowca        | Konstruktor    | Czas     | Okr. |
| -- | --------------- | -------------- | -------- | ---- |
| 3  | Alexander Albon | ART Grand Prix | 2:03,922 | 11   |

#### Premia za najszybsze okrążenie w TOP 10
| Nr | Kierowca    | Konstruktor         | Czas     | Okr. |
| -- | ----------- | ------------------- | -------- | ---- |
| 9  | Jake Dennis | Arden International | 2:05,175 | 11   |

## Klasyfikacja po zakończeniu rundy

### Kierowcy
| P  | +/− | Kierowca                  | Starty | Punkty | P1 | P2 | P3 | PP | NO | NS |
| -- | --- | ------------------------- | ------ | ------ | -- | -- | -- | -- | -- | -- |
| 1  | 0   | Charles Leclerc           | 6      | 86     | 2  | 1  | 1  | 1  | 2  | 1  |
| 2  | 0   | Alexander Albon           | 6      | 84     | 2  | 2  | –  | 1  | 1  | –  |
| 3  | 0   | Antonio Fuoco             | 6      | 72     | 1  | –  | 3  | –  | –  | –  |
| 4  | 0   | Nyck de Vries             | 6      | 42     | –  | –  | 1  | –  | –  | –  |
| 5  | +1  | Ralph Boschung            | 6      | 38     | 1  | –  | –  | –  | 1  | –  |
| 6  | −1  | Jake Hughes               | 6      | 31     | –  | 1  | –  | 1  | –  | 1  |
| 7  | 0   | Nirei Fukuzumi            | 6      | 23     | –  | –  | 1  | –  | –  | 1  |
| 8  | +3  | Matt Parry                | 6      | 22     | –  | –  | –  | –  | –  | –  |
| 9  | −1  | Óscar Tunjo               | 4      | 18     | –  | 1  | –  | –  | 1  | –  |
| 10 | −1  | Jake Dennis               | 6      | 16     | –  | –  | –  | –  | 1  | 2  |
| 11 | +6  | Álex Palou                | 6      | 13     | –  | 1  | –  | –  | –  | –  |
| 12 | 0   | Jack Aitken               | 6      | 12     | –  | –  | –  | –  | –  | –  |
| 13 | −3  | Kevin Jörg                | 6      | 12     | –  | –  | –  | –  | –  | –  |
| 14 | +2  | Santino Ferrucci          | 6      | 8      | –  | –  | –  | –  | –  | –  |
| 15 | −1  | Sandy Stuvik              | 6      | 8      | –  | –  | –  | –  | –  | –  |
| 16 | +2  | Steijn Schothorst         | 6      | 6      | –  | –  | –  | –  | –  | 1  |
| 17 | −4  | Matewos Isaakian          | 6      | 4      | –  | –  | –  | –  | –  | 2  |
| 18 | N   | Arjun Maini               | 2      | 4      | –  | –  | –  | –  | –  | –  |
| 19 | −4  | Artur Janosz              | 6      | 2      | –  | –  | –  | –  | –  | –  |
| 20 | −1  | Akash Nandy               | 6      | 0      | –  | –  | –  | –  | –  | 2  |
| 21 | 0   | Konstantin Tierieszczenko | 6      | 0      | –  | –  | –  | –  | –  | 1  |
| 22 | 0   | Richard Gonda             | 4      | 0      | –  | –  | –  | –  | –  | 1  |
| 23 | −3  | Tatiana Calderón          | 6      | 0      | –  | –  | –  | –  | –  | 1  |
| 24 | −1  | Giuliano Alesi            | 4      | 0      | –  | –  | –  | –  | –  | 1  |
| 25 | −1  | Mahaveer Raghunathan      | 2      | 0      | –  | –  | –  | –  | –  | –  |
| P  | +/− | Kierowca                  | Starty | Punkty | P1 | P2 | P3 | PP | NO | NS |

### Zespoły
| P | +/− | Konstruktor         | Starty | Punkty | P1 | P2 | P3 | PP | NO | NS |
| - | --- | ------------------- | ------ | ------ | -- | -- | -- | -- | -- | -- |
| 1 | 0   | ART Grand Prix      | 24     | 227    | 4  | 3  | 3  | 4  | 4  | 2  |
| 2 | +1  | Trident             | 22     | 82     | 1  | –  | 3  | –  | –  | 1  |
| 3 | −1  | Koiranen GP         | 20     | 64     | 1  | –  | –  | –  | 1  | 2  |
| 4 | 0   | DAMS                | 18     | 51     | –  | 1  | –  | 1  | –  | 1  |
| 5 | 0   | Arden International | 18     | 28     | –  | –  | –  | –  | 1  | 3  |
| 6 | 0   | Jenzer Motorsport   | 16     | 22     | –  | 1  | –  | –  | 1  | 3  |
| 7 | 0   | Campos Racing       | 18     | 19     | –  | 1  | –  | –  | –  | 2  |
| P | +/− | Kierowca            | Starty | Punkty | P1 | P2 | P3 | PP | NO | NS |